# Sant Roc
Sant Roc – stacja metra w Barcelonie, na linii 2. Stacja została otwarta w 1985.